# Willibald Ehrenhöfer
Willibald Ehrenhöfer (* 13. Juni 1972 in Feldbach) ist ein österreichischer Politiker der Österreichischen Volkspartei (ÖVP). Seit dem 6. März 2025 ist er Landesrat in der Steiermark, in der Landesregierung Kunasek ist er für Wirtschaft, Arbeit, Finanzen sowie Wissenschaft und Forschung  zuständig.

## Leben
Willibald Ehrenhöfer studierte an der Universität für Bodenkultur Wien Forst- und Holzwirtschaft, 
das Studium schloss er als Dipl.-Ing. ab. An der Technischen Universität Wien besuchte er den Universitätslehrgang Ecodesign. In Ossiach legte er die Staatsprüfung für den leitenden höheren Forstdienst ab.
In der Landwirtschaftskammer Steiermark war er Leiter des Holzmarktreferates, danach arbeitete er in der Mayr-Melnhof Holz Holding unter anderem als Projektmanager. Anschließend war er in der Unternehmensberatung tätig, bevor er zur Mayr-Melnhof-Gruppe zurückkehrte. Dort war er ab 2013 im Bereich Forstmanagement und -entwicklung beschäftigt, 2014 wurde er zum Forstdirektor ernannt.
Am 5. März 2025 wurde bekanntgegeben, dass er in der steirischen Landesregierung Kunasek als Landesrat die Bereiche Wirtschaft, Arbeit, Finanzen sowie Wissenschaft und Forschung verantworten soll. Am 6. März 2025 wurde er bei einem Sonderlandtag zum Landesrat gewählt. Er folgte in dieser Funktion Barbara Eibinger-Miedl nach, die als Staatssekretärin ins Bundesministerium für Finanzen wechselte.
Ehrenhöfer ist verheiratet und Vater dreier Söhne.